# Ityphilus savannus
Ityphilus savannus är en mångfotingart som beskrevs av Chamberlin 1943. Ityphilus savannus ingår i släktet Ityphilus och familjen Ballophilidae. Inga underarter finns listade i Catalogue of Life.